# Vladikavkaz
Vladikavkaz, prej Ordžonikidze (Орджоники́дзе) in Dzaudžikau (Дзауджикау), je glavno mesto Severne Osetije - Alanije v Rusiji. Leži na jugovzhodu republike na vznožju Kavkaza ob reki Terek. Leta 2021 je imelo mesto 295.830 prebivalcev in bilo s tem eno najbolj naseljenih mest na severnem Kavkazu.
Mesto je industrijsko in transportno središče. Proizvedene dobrine vključujejo predelan cink in svinec, stroje, kemične snovi, oblačila in hrano.

## Zgodovina
Mesto je bilo ustanovljeno leta 1784 kot ruska trdnjava na vhodu v sotesko Darial na mestu ingušetske vasi Zaur, ki je služila kot postojanka za komunikacijske poti med Rusijo in Gruzijo. Ruska enciklopedija trdi, da je bila trdnjava Vladikavkaz zgrajena okrog ingušetskih naselij. Trdnjava je bila pozneje porušena in konec 18. ali na začetku 19. stoletja ponovno zgrajena.
Gruzijska vojaška hitra cesta, ki prečka gore, je bila zgrajena leta 1799 in je mesto povezala z Gruzijo na jugu. Leta 1875 je bila zgrajena vladikavkaška železnica, ki je mesto povezala z Rostovom na Donu in Bakujem v Azerbajdžanu. Vladikavkaz je postal pomembno središče za taljenje, rafiniranje, kemično in proizvajalno panogo. V času Ruskega imperija je bilo naselje upravno središče Vladikavkaškega okrožja v Tereški oblasti.
Vladikavkaz je skupaj z Groznim eno največjih mest na ruskem Kavkazu in je bilo prestolnica Gorske avtonomne sovjetske socialistične republike, ki obstajala na severnem Kavkazu po priključitvi Gorske republike Severnega Kavkaza, ki je obstajala med letoma 1921 in 1924 na območju današnjih republik Čečenije, Severne Osetije in Kabardino-Balkarije.
20. julija 1990 je bilo mestu vrnjeno ime Vladikavkaz.
26. novembra 2008 je neznani strelec ubil župana Vladikavkaza, Vitalija Karajeva. 31. decembra 2008 je neznani strelec ubil tudi njegovega naslednika, Kazbeka Pagijeva.

## Geografija
Vladikavkaz ima vlažno celinsko podnebje (Köppenova podnebna klasifikacija Dfb) s toplim, vlažnimi poletji in mrzlimi, suhimi zimami (vendar zelo milimi za Rusijo).
Mesto leži v moskovskem časovnem pasu.
Proizvodna podjetja, kot je Elektrocink (eno največjih ruskih podjetij barvne metalurgije), povzročajo okoljske težave. Tovarna žveplove kisline izpušča v ozračje žveplov dioksid in žveplov plin. 5. oktobra 2009 so bili standardi za izpuste žveplovega dioksida preseženi petkrat, standardi za žveplov trioksid pa 196,6-krat. 28. oktobra 2009 so bili v mestu veliki protesti. Severnoosetski poslanci so bili pripravljeni ponesti težavi v državno dumo Ruske federacije. Oktobra 2018 je v podjetju Elektrocink izbruhnil velik požar. Od leta 2019 je podjetje Elektrocink v postopku likvidacije.